# Rezolucje Rady Bezpieczeństwa ONZ z roku 2006
Stałe miejsca w Radzie Bezpieczeństwa ONZ posiadają:
- ChRL
- Francja
- Rosja
- Stany Zjednoczone
- Wielka Brytania

W roku 2006 członkami niestałymi Rady były:
- Argentyna
- Dania
- Ghana
- Grecja
- Japonia
- Katar
- Kongo
- Peru
- Słowacja
- Tanzania

## Rezolucje
Rezolucje Rady Bezpieczeństwa ONZ przyjęte w roku 2006: 
- 1652 (w sprawie sytuacji na Wybrzeżu Kości Słoniowej)
- 1653 (w sprawie sytuacji w regionie Wielkich Jezior Afrykańskich)
- 1654 (w sprawie sytuacji w Demokratycznej Republice Konga)
- 1655 (w sprawie sytuacji na Bliskim Wschodzie)
- 1656 (w sprawie sytuacji w Gruzji)
- 1657 (w sprawie sytuacji na Wybrzeżu Kości Słoniowej)
- 1658 (w sprawie sytuacji na Haiti)
- 1659 (w sprawie sytuacji w Afganistanie)
- 1660 (w sprawie Międzynarodowego Trybunału Karnego dla byłej Jugosławii)
- 1661 (w sprawie konfliktu między Etiopią i Erytreą)
- 1662 (w sprawie sytuacji w Afganistanie)
- 1663 (w sprawie raportu sekretarza generalnego na temat Sudanu)
- 1664 (w sprawie sytuacji na Bliskim Wschodzie)
- 1665 (w sprawie raportu sekretarza generalnego na temat Sudanu)
- 1666 (w sprawie sytuacji w Gruzji)
- 1667 (w sprawie sytuacji w Liberii)
- 1668 (w sprawie Międzynarodowego Trybunału Karnego dla byłej Jugosławii)
- 1669 (w sprawie sytuacji w Demokratycznej Republice Konga)
- 1670 (w sprawie konfliktu między Etiopią i Erytreą)
- 1671 (w sprawie sytuacji w Demokratycznej Republice Konga)
- 1672 (w sprawie raportu sekretarza generalnego na temat Sudanu)
- 1673 (w sprawie nierozprzestrzeniania broni masowego rażenia)
- 1674 (w sprawie ochrony ludności cywilnej podczas konfliktów zbrojnych)
- 1675 (w sprawie sytuacji na Saharze Zachodniej)
- 1676 (w sprawie sytuacji w Somalii)
- 1677 (w sprawie sytuacji na Timorze Wschodnim])
- 1678 (w sprawie konfliktu między Etiopią i Erytreą)
- 1679 (w sprawie raportu sekretarza generalnego na temat Sudanu)
- 1680 (w sprawie sytuacji na Bliskim Wschodzie)
- 1681 (w sprawie konfliktu między Etiopią i Erytreą)
- 1682 (w sprawie sytuacji na Wybrzeżu Kości Słoniowej)
- 1683 (w sprawie sytuacji w Liberii)
- 1684 (w sprawie Międzynarodowego Trybunału Karnego dla Rwandy)
- 1685 (w sprawie sytuacji na Bliskim Wschodzie)
- 1686 (w sprawie sytuacji na Bliskim Wschodzie)
- 1687 (w sprawie sytuacji na Cyprze)
- 1688 (w sprawie sytuacji w Sierra Leone)
- 1689 (w sprawie sytuacji w Liberii)
- 1690 (w sprawie sytuacji w Timorze Wschodnim
- 1691 (w sprawie przyjęcia nowych członków)
- 1692 (w sprawie sytuacji w Burundi)
- 1693 (w sprawie sytuacji w Demokratycznej Republice Konga)
- 1694 (w sprawie sytuacji w Liberii)
- 1695 (w sprawie listu skierowanego przez stałego przedstawiciela Japonii przy ONZ)
- 1696 (w sprawie nieproliferacji)
- 1697 (w sprawie sytuacji na Bliskim Wschodzie)
- 1698 (w sprawie sytuacji w Demokratycznej Republice Konga)
- 1699 (w sprawach ogólnych związanych z sankcjami)
- 1700 (w sprawie sytuacji w Iraku)
- 1701 (w sprawie sytuacji na Bliskim Wschodzie)
- 1702 (w sprawie sytuacji na Haiti)
- 1703 (w sprawie sytuacji w Timorze Wschodnim)
- 1704 (w sprawie sytuacji w Timorze Wschodnim)
- 1705 (w sprawie Międzynarodowego Trybunału Karnego dla Rwandy)
- 1706 (w sprawie sytuacji w Sudanie)
- 1707 (w sprawie w Afganistanie)
- 1708 (w sprawie sytuacji na Wybrzeżu Kości Słoniowej)
- 1709 (w sprawie sytuacji w Sudanie)
- 1710 (w sprawie konfliktu między Etiopią i Erytreą)
- 1711 (w sprawie sytuacji w Demokratycznej Republice Konga)
- 1712 (w sprawie sytuacji w Liberii)
- 1713 (w sprawie sytuacji w Sudanie)
- 1714 (w sprawie sytuacji w Sudanie)
- 1715 (w sprawie wyboru nowego sekretarza generalnego ONZ)
- 1716 (w sprawie sytuacji w Gruzji)
- 1717 (w sprawie Międzynarodowego Trybunału Karnego dla Rwandy)
- 1718 (w sprawie sytuacji w Korei Północnej)
- 1719 (w sprawie sytuacji w Burundi)
- 1720 (w sprawie sytuacji na Saharze Zachodniej)
- 1721 (w sprawie sytuacji na Wybrzeżu Kości Słoniowej)
- 1722 (w sprawie sytuacji w Bośni i Hercegowinie)
- 1723 (w sprawie sytuacji w Iraku)
- 1724 (w sprawie sytuacji w Somalii)
- 1725 (w sprawie sytuacji w Somalii)
- 1726 (w sprawie sytuacji na Wybrzeżu Kości Słoniowej)
- 1727 (w sprawie sytuacji na Wybrzeżu Kości Słoniowej)
- 1728 (w sprawie sytuacji na Cyprze)
- 1729 (w sprawie sytuacji na Bliskim Wschodzie)
- 1730 (w sprawie ogólnych związanych z sankcjami)
- 1731 (w sprawie sytuacji w Liberii)
- 1732 (w sprawach ogólnych związanych z sankcjami)
- 1733 (w związku z odejściem Kofiego Annana z funkcji sekretarza generalnego ONZ)
- 1734 (w sprawie sytuacji w Sierra Leone)
- 1735 (w sprawie zagrożeń dla międzynarodowego pokoju i bezpieczeństwa ze strony zamachów terrorystycznych)
- 1736 (w sprawie sytuacji w Demokratycznej Republice Konga)
- 1737 (w sprawie nieproliferacji)
- 1738 (w sprawie ochrony ludności cywilnej podczas konfliktów zbrojnych)